# Belle and Sebastian
Belle and Sebastian är en skotsk musikgrupp bildad i Glasgow i januari 1996. Efter att ha släppt flera album och EP på Jeepster Records har de nu kontrakt med Rough Trade Records i Storbritannien och Matador Records i USA.
Bandets musik klassas ofta som tweepop, en beskrivning bandet inte håller med om. Belle and Sebastian har mycket gemensamt med indieband som The Smiths och Felt, och tar även in andra influenser, som northern soul och funk, som inte vanligtvis förknippas med tweepop. Audiogalaxy klassade Belle and Sebastians musik som chamber pop, eftersom de använde instrument som inte var vanliga inom pop, såsom flöjt, cello och trumpet.

## Historia

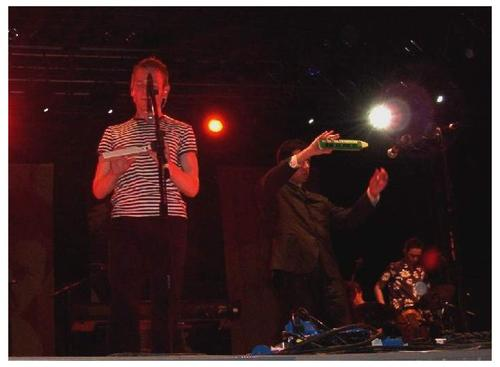
Belle and Sebastian live i Málaga

Belle and Sebastian bildades i Glasgow i januari 1996 då Stuart Murdoch mötte basisten Stuart David. Tillsammans spelade de in några demos som upptäcktes av Stow College's Music Business, vilka varje år släpper en singel på skivbolaget Electric Honey. Bandet hade redan ett antal färdiga låtar och skivbolaget var intresserade av deras låtar. Belle and Sebastian (namnet är taget från Belle et Sébastien, en fransk barnbok av Cécile Aubry) tilläts få släppa sitt första fullängdsalbum Tigermilk. Albumet spelades in på tre dagar och tusen kopior trycktes på vinyl. Originalkopiorna kan nu säljas för upp till £400. Under denna tiden hade bandet expanderat med Stevie Jackson (gitarr och sång), Isobel Campbell (cello/sång), Chris Geddes (keyboard) och Richard Colburn (trummor).
Efter framgången med debutalbumet skrev Belle and Sebastian skivkontrakt med Jeepster Records i augusti 1996, och If You're Feeling Sinister, deras andra musikalbum, släpptes tre månader senare. Strax innan bandet började spela in skivan gick Sarah Martin (fiol/sång) med i gruppen. Efter detta släpptes en serie EP. Den första EP:n var Dog on Wheels, innehållande demos som var inspelade långt innan de flesta i gruppen var med. De som hade spelat in låtarna var Murdoch och David (även Cooke spelade på EP:n, men var inte officiellt en bandmedlem). EP:n listades som högst på #59 på Storbritanniens singellista.
EP:n Lazy Line Painter Jane kom i juli 1997. Låten var inspelade i en kyrka och innehöll sång av Monica Queen. Singeln kom som högst till plats #41 på singellistan. Den sista EP:n 1997 var 3.. 6.. 9 Seconds of Light, släppt i oktober. EP:n blev Single of the Week i både New Musical Express och Melody Maker och kom på #32 på listan. 
Albumet The Boy with the Arab Strap släpptes 1998 och kom på #12 på albumlistan. Under inspelningen av albumet tillfrågades Mick Cooke om han ville bli medlem. Mick hade spelat på bandets tidigare album. Strax efter att albumet släpptes blev de belönade med "Best Newcomer" (trots att de just släppt sitt tredje album) vid Brit Awards, och slog Steps. EP:n This Is Just a Modern Rock Song släpptes snart därpå.
Bandet gjorde sin egen musikfestival år 1999, Bowlie Weekender. Tigermilk återsläpptes igen av Jeepster Records innan bandet började spela in sin nästa LP. Resultatet var Fold Your Hands Child, You Walk Like a Peasant, som kom med på topp 10-listan i Storbritannien. "Legal Man"-singeln nådde 15:e plats på singellistan. Bandet gjorde sitt första framträdande på Top of the Pops efter singeln släpptes.
Snart därefter lämnade Stuart David bandet för att arbeta med sitt soloprojekt Looper, samt sitt bokskrivande. Han ersattes av Bobby Kildea från V-Twin, som också spelar gitarr. Jonathan David-singeln (sjungen av Stevie Jackson), släpptes i juni 2001, följd av "I'm Waking Up to Us i november. Den sistnämnda producerades av Mike Hurst och detta var första gången gruppen arbetat med en producent. Större delen av 2002 spelade gruppen in ett soundtrackalbum Storytelling (för Storytelling av Todd Solondz). Under mitten av deras USA-turné sa Isobel att hon tänkte lämna bandet.
Belle and Sebastian lämnade Jeepster år 2002 och skrev kontrakt med Rough Trade Records. Bandet gjorde klart sitt första album för det nya skivbolaget (Trevor Horn producerade Dear Catastrophe Waitress) år 2003. Albumet visade ett kontrast från deras första fyra album, och visade ett mer "producerat" ljud. En dokumentär-DVD, Fans Only, släpptes av Jeepster i oktober 2003, innehållande bland annat promo-videor, liveklipp och inte tidigare visat material. Singeln "Step Into My Office, Baby" (från Dear Catastrophe Waitress) följde i november 2003, och var den första singeln från albumet.
"I'm A Cuckoo" var den andra singeln från albumet, och låten spelades oftare än någon annan av deras tidigare låtar på radion. Den blev deras högsta placerade singel, på plats #14 på brittiska singellistan. Books-EP:n kom efter, en dubbel A-sidesingel ledd av "Wrapped Up in Books" från Dear Catastrophe Waitress och en ny låt, Your Cover's Blown. EP:n blev gruppens tredje top 20-släppta singel och blev också nominerad för Mercury Music Prize samt en Ivor Novello Awards. I januari 2005 blev bandet framröstat som Skottlands bästa musikgrupp i en omröstning av The List, där de gick om bland annat Simple Minds, Idlewild, Travis, Franz Ferdinand och The Proclaimers.
Push Barman to Open Old Wounds - ett samlingsalbum av Jeepster-singlar och EP - släpptes i maj 2005, medan gruppen spelade in sitt sjunde album i Kalifornien. Resultatet blev The Life Pursuit, producerat av Tony Hoffer. Albumet blev bandets högst placerade album och släpptes i februari 2006. Albumet nådde #8 på brittiska albumlistan och #65 på USA:s Billboard 200. Singeln "Funny Little Frog" blev gruppens högst placerade på singellistan, med plats #13.
Efter fyra års tystnad släppte bandet albumet Belle and Sebastian Write About Love den 11 oktober (12 oktober i USA) 2010. Skivan fick ett gott mottagande i Sverige.

## Diskografi
| - 1996 – Tigermilk - 1996 – If You're Feeling Sinister - 1998 – The Boy with the Arab Strap - 2000 – Fold Your Hands Child, You Walk Like a Peasant - 2002 – Storytelling (soundtrack) - 2003 – Dear Catastrophe Waitress - 2005 – Push Barman to Open Old Wounds (samlingsalbum) - 2005 – If You're Feeling Sinister: Live at the Barbican (livealbum) - 2006 – The Life Pursuit - 2008 – BBC Sessions (livealbum) - 2010 – Belle and Sebastian Write About Love - 2013 – The Third Eye Centre (samlingsalbum) - 2015 – Girls In Peacetime Want To Dance - 2022 – A Bit of Previous - 2023 – Late Developers - 2000 – Lazy Line Painter Jane (box) (Samlingsbox) - 2002 – Fans Only (DVD) | - 1997 – Dog on Wheels - 1997 – Lazy Line Painter Jane - 1997 – 3.. 6.. 9.. Seconds of Light - 1998 – This is Just a Modern Rock Song - 2000 – Legal Man - 2001 – Jonathan David - 2001 – I'm Waking Up to Us - 2003 – Step Into My Office, Baby - 2004 – I'm a Cuckoo - 2004 – Books - 2006 – Funny Little Frog - 2006 – The Blues Are Still Blue - 2006 – White Collar Boy |

## Medlemmar

### Nuvarande medlemmar
- Stuart Murdoch, sång, gitarr och keyboard
- Stevie Jackson, sång och gitarr
- Chris Geddes, keyboard
- Richard Colburn, trummor
- Sarah Martin, fiol, keyboard, gitarr och sång
- Mick Cooke, trumpet och bas
- Bobby Kildea, gitarr och bas

### Tidigare medlemmar
- Isobel Campbell, sång och cello
- Stuart David, bas